# Distância polar (astronomia)
Distância polar é um termo astronômico associado ao sistema equatorial celeste da coordenada Σ(α, δ) e é uma distância angular de um objeto celeste  em seu meridiano medido a partir do polo celeste, semelhante à declinação (dec, δ) é medida a partir do equador celeste.